# Autophila asiatica
Autophila asiatica — вид метеликів підродини ведмедиць (Arctiinae) родини еребід (Erebidae).

## Поширення
Вид поширений в Східній Європі, Малій Азії, на півночі Ірану.